# Judo na Poletnih olimpijskih igrah 2004
Judo na Poletnih olimpijskih igrah 2004.

## Moški

### Do 60 kg
1. Tadahiro Nomura, Japonska
2. Nestor Khergiani, Gruzija
3. Khashbaatar Tsagaanbaatar, Mongolija in Choi Min-ho, Južna Koreja

### Do 66 kg
1. Masato Uchishiba, Japonska
2. Jozef Krnac, Slovaška
3. Georgi Georgijev, Bolgarija in Yordanis Arencibia, Kuba

### Do 73 kg
1. Won Hee-lee, Južna Koreja
2. Vitalij Makarov, Rusija
3. Leandro Guilheiro, Brazilija in James Pedro, ZDA

### Do 81 kg
1. Ilias Iliadis, Grčija
2. Roman Gontjuk, Ukrajina
3. Dimitri Nosov, Rusija in Flavio Canto, Brazilija

### Do 90 kg
1. Zurab Zviadauri, Gruzija
2. Hiroshi Izumi, Japonska
3. Khasanbi Taov, Rusija in Mark Huizinga, Nizozemska

### Do 100 kg
1. Ihar Makarau, Belorusija
2. Ho Jang Sung, Južna Koreja
3. Michael Jurack, Nemčija in Ariel Zeevi, Izrael

### Nad 100 kg
1. Keiji Suzuki, Japonska
2. Tamerlan Tmenov, Rusija
3. Denis van der Geest, Nizozemska in Indrek Pertelson, Estonija

## Ženske

### Do 48 kg
1. Ryoko Tani, Japonska
2. Frederique Jossinet, Francija
3. Julia Matijass, Nemčija in Gao Feng, Ljudska republika Kitajska

### Do 52 kg
1. Xian Dongmei, Ljudska republika Kitajska
2. Yuki Yokosawa, Japonska
3. Amarilys Savon, Kuba in Ilse Heylen, Belgija

### Do 57 kg
1. Yvonne Bönisch, Nemčija
2. Sun Hui Kye, Severna Koreja
3. Deborah Gravenstijn, Nizozemska in Yurisleidy Lupetey, Kuba

### Do 63 kg
1. Ayumi Tanimoto, Japonska
2. Claudia Heill, Avstrija
3. Urška Žolnir, Slovenija in Dryulis Gonzales, Kuba

### Do 70 kg
1. Masae Ueno, Japonska
2. Edith Bosch, Nizozemska
3. Dongya Qin, Ljudska republika Kitajska in Annett Boehm, Nemčija

### Do 78 kg
1. Noriko Anno, Japonska
2. Xia Liu, Ljudska republika Kitajska
3. Lucia Morico, Italija in Yurisel Laborde, Kuba

### Nad 78 kg
1. Maki Tsukada, Japonska
2. Dayma Beltran, Kuba
3. Tea Donguzashvili, Rusija in Fuming Sun, Ljudska republika Kitajska